# Oposición falangista al franquismo
Se conoce como oposición falangista al franquismo al conjunto de grupos nacional-sindicalistas que se opusieron a la dictadura del general Francisco Franco en España. La mayoría comenzaron esta disidencia con el Decreto de Unificación del 19 de abril de 1937, en plena guerra civil y mediante el cual, Francisco Franco fusionaba a Falange Española, los Requetés carlistas y todas las demás fuerzas sublevadas en una sola entidad política, denominada Falange Española Tradicionalista y de las JONS. Otros formarían parte de esta oposición más adelante, cuando descubrieron que el franquismo no aplicaría los principios de la ideología nacional-sindicalista.

## La Falange Clandestina
Esta Falange Clandestina, a menudo llamada «Auténtica» (nombre que serviría de inspiración para el partido de la Transición Falange Española de las JONS (Auténtica) y más tarde a la actual Falange Auténtica (2002 - ), surge después del Decreto de Unificación. Sus miembros se consideraban herederos del mensaje de José Antonio Primo de Rivera, además de reconocer como Jefe Nacional a Manuel Hedilla, II Jefe Nacional de Falange Española, que se opuso al Decreto, motivo por el que fue condenado a muerte —si bien la pena fue finalmente conmutada—.
La Junta Política la conformaron en diciembre de 1939 Patricio González de Canales, Daniel Buhigas, Ricardo Sanz, Ventura López Coterilla, Luis de Caralt, José Antonio Pérez de Cabo, Gregorio Ortega Gil, Ramón Cazañas y Emilio Rodríguez Tarduchy, propietario este último de la vivienda donde realizaban las reuniones. En estas reuniones se plantearon entre otras medidas el asesinato de Ramón Serrano Súñer y de Francisco Franco. Sin embargo, poco antes del 1 de abril de 1941 —fecha en la que querían atentar—, el miedo se apoderó de estos falangistas y retiraron el plan.
En los años posteriores a la guerra civil encontramos una fuerte represión franquista, tanto contra los izquierdistas como contra los falangistas disidentes. En 1942, el falangista Juan José Domínguez fue fusilado por una disputa frente a la Basílica de Nuestra Señora de Begoña entre carlistas y falangistas, en la que se intentó atentar contra altos mandos del régimen , donde estaba presente el general Varela. Tras este hecho, Franco aprovechó para apartar del Gobierno a las figuras más identificadas con la Falange.
También con el objetivo de fundar un partido político falangista fuera de lo que se denominó el Movimiento Nacional, Eduardo Ezquer funda en la región de Extremadura la Ofensivas de Recobro Nacionalsindicalista (ORNS), con un mensaje revolucionario y republicano basado en la falange original que, sin embargo, no tuvo apenas trascendencia. Durante los 15 años que duró este movimiento, el propio Ezquer fue detenido en multitud de ocasiones, teniendo que declarar ante un juez en unas 5.

## El grupo de Burgos
El grupo de Burgos fue un grupo de personalidades falangistas que se reunían en esta ciudad castellana desde antes que finalizara la guerra civil, entre ellos Dionisio Ridruejo, y otros provenientes de la revista Jerarquía, editada en Pamplona. Muchos de estos falangistas promueven o participan en acciones de enfrentamiento contra el régimen o el propio dictador, como la carta enviada por Ridruejo o los incidentes de la Universidad de Madrid en 1956.
Dentro del grupo de Burgos podemos encontrar a poetas como Luis Felipe Vivanco y Luis Rosales, novelistas como Gonzalo Torrente Ballester y filósofos como Pedro Laín Entralgo (el intelectual orgánico del grupo) o Eugenio D'Ors. Era un grupo nacional-sindicalista radical, que buscaba la participación activa en política buscando alternativas a la democracia parlamentaria y la participación sindical en la economía. Durante la redacción del Fuero del Trabajo, los miembros del grupo de Burgos mantuvieron discusiones con los sectores derechistas del régimen.
A partir de 1951, con Joaquín Ruiz-Giménez a la cabeza, el grupo se reactiva de nuevo, buscando esta vez una agitación cultural, entrar en los círculos disidentes estudiantiles y defender el programa social nacional-sindicalista entre los jóvenes. No lo conseguirían, cosa que sí harían más tarde los comunistas basándose en Gramsci.

## Desplantes al Régimen
Entre mediados de la década de 1950 y 1960 suceden dos hechos protagonizados por militantes falangistas que se pueden considerar como de desplante al régimen franquista. El 20 de noviembre de 1957, Manuel Cepeda, Jefe de la Centuria XVI de la Guardia de Franco, se da la vuelta al paso del General, como protesta por las políticas pro-estadounidenses que estaba tomando el Gobierno. En el 20 de noviembre de 1960, un falangista le grita a Franco "Traidor". Al preguntarle Arias Navarro sobre el motivo de esa afirmación, este respondió: "porque yo no vivo del régimen como usted".

## Frente de Estudiantes Sindicalistas
El Frente de Estudiantes Sindicalistas (FES) nació en el año 1963 con el objetivo de denunciar la manipulación del mensaje joseantoniano que hacía el Régimen, además de intentar luchar por los derechos estudiantiles.  Aglutinó a gran parte de los disidentes, debido a que bajo la etiqueta de FES, había cuatro organizaciones distintas, no solo dedicada a actividades estudiantiles. La sección universitaria fue la más activa y numerosa, sin embargo, contaban con secciones en la educación secundaria. Bajo la dirección de Ceferino Maestú se editaban las revistas Misión y Resurgir, con alto grado de contenido social y obrerista, por lo que fue prohibida bajo el ministerio de Manuel Fraga.

## Frente Sindicalista Revolucionario
El Frente Sindicalista Revolucionario (FSR) surge en 1966 como una escisión de miembros de una sección no estudiantil del FES, liderada por Narciso Perales. Busca una renovación de los símbolos e ideas nacional-sindicalistas, es por ello que rechaza la camisa azul y el emblema de las flechas con el yugo, adoptando una bandera negra con una espiral roja en el centro. En el mismo año de 1966, entra en el FSR Manuel Hedilla, un importantísimo apoyo, sin embargo al poco tiempo abandona el grupo para ingresar en el Frente Nacional de Alianza Libre. Según el propio FSR, este nace para hacer frente a:

- A la explotación de los asalariados, que cada día perciben una parte proporcionalmente menor del producto de su esfuerzo, potenciado cada día más por la técnica.
- A la especulación de solares y viviendas, el fraude financiero y comercial, el cohecho de los funcionarios públicos, la impunidad para los delincuentes y capitalistas.
- El crecimiento de los grupos financieros que manejan los resortes del Estado a su beneficio.
- A los intelectuales que quieren canalizar el descontento del pueblo español de forma que se salve el capitalismo con la apariencia de una democracia falsa: la democracia burguesa.
- A los comunistas que pretenden poner el Movimiento Obrero al servicio de una de las dos potencias imperialistas, y hacer triunfar en España una revolución traicionada y fracasada en Rusia, Polonia, Hungría, Checoslovaquia, etc.; y que acabó en otra forma de explotación a los trabajadores.
- A la sociedad burguesa, corrompida por la propaganda, el erotismo, el lujo y la comodidad.

Sin embargo, a partir de 1970 muchos nacional-sindicalistas abandonan el grupo, entrando personas de otras tendencias ideológicas, como anarcosindicalistas o miembros del Partido Sindicalista, por lo que a partir de esta fecha dejaría de ser un grupo falangista. Tal es la deriva del grupo, que ya en plena Transición (1976), el propio Narciso Perales es expulsado por asistir a un homenaje a José Antonio Primo de Rivera.